# 浦幌町
浦幌町（日语：／ Urahoro chō */?）位於北海道十勝綜合振興局東部，地處白糠丘陵的西邊、南北狹長的浦幌川流域上。南邊面向太平洋，浦幌川下游延伸至十勝川出海口的沿岸地勢較低平，多被開闢為田地和牧場。境內大部分土地為丘陵和台地，林地佔總面積的70%。浦幌町曾經是軍馬的產地，在第二次世界大戰後一度以開採煤礦為主，但現已停止開採。
名稱來自阿伊努語的「urar-poro」（霧大）或「orap-oro」（有川芎的地方）。

## 歷史
- 1900年4月：十勝、生剛、愛牛三村從大津村外六村戶長役場拖哩，單獨設置生剛村外二村戶長役場。
- 1906年4月1日：生剛村、愛牛村合併為生剛，並成為北海道二級村。[3]
- 1912年4月10日：生剛村改名為浦幌村。
- 1954年4月1日：浦幌村改制為浦幌町。
- 1955年4月1日：大津村廢村，部份區域併入浦幌町。

## 產業
當地以生產食用牛及農產品為主，馬鈴薯和甜菜的產量特別高。由於林地資源豐富，也有林業相關的產業。漁業方面，沿海漁港可捕獲鮭魚、章魚、柳葉魚和北寄貝等海產。

## 交通

### 機場
- 釧路機場（位於釧路市）
- 帶廣機場（位於帶廣市）

### 鐵路
- 北海道旅客鐵道

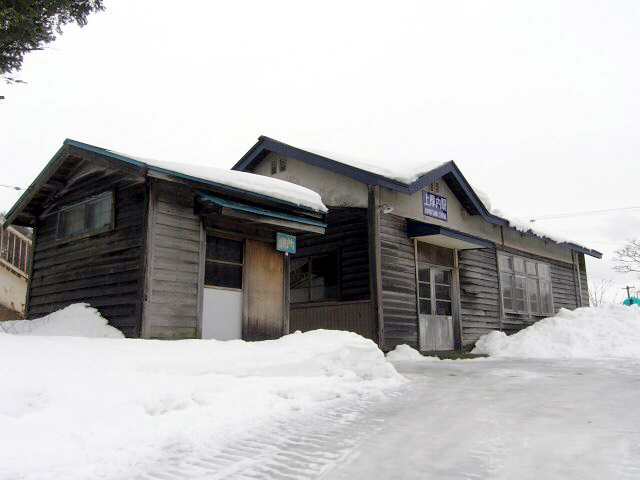
上厚內車站

  - 根室本線：新吉野車站 - 浦幌車站 - 厚內車站

### 道路
| 高速道路 - 道東自動車道：浦幌交流道 一般國道 - 國道38號 - 國道274號 - 國道336號 - 國道392號 主要地方道 - 北海道道56號本別浦幌線 - 北海道道73號帶廣浦幌線 | 道道 - 北海道道413號浦幌停車場線 - 北海道道500號音別浦幌線 - 北海道道597號十弗浦幌線 - 北海道道947號留真線 - 北海道道974號東台留真線 - 北海道道1038號直別共榮線 - 北海道道1146號瀬多來吉野線 |

## 觀光景點
| - 豐北原生花園：太平洋沿岸的原生花園 - 留真溫泉 - 昆布刈石展望台 | - （國指定史跡） - 浦幌新吉野台細石器遺跡（北海道指定史跡） - （北海道指定史跡） - 十勝太遺跡群（北海道指定史跡） |

## 教育

### 高等學校
- 道立北海道浦幌高等學校

### 中學校
| - 浦幌町立浦幌中學校 - 浦幌町立上浦幌中學校 | - 浦幌町立厚內中學校（已於2005年3月廢校） |

### 小學校
| - 浦幌町立厚嫩小學校 - 浦幌町立浦幌小學校 - 浦幌町立上浦幌小學校 | - 浦幌町立上浦幌中央小學校 - 浦幌町立常室小學校（已於2005年3月廢校） - 浦幌町立吉野小學校（已於2005年3月廢校） |

## 本地出身的名人
- 吾妻日出夫：漫畫家，筆名。
- 奧山友美：作曲家。
- 矢柳剛：藝術家。